# Іоанн I (князь Салернський)
Іоанн I (†1007), герцог Амальфійський (1004—1007, князь Салернський (981—982). Син герцога Амальфійського Мансо. Мансо визнав свого сина Іоанна співправителем Салерно. Їх правління було деспотичним, а тому мешканці Салерно в 983 змістили їх з престолу та обрали князем вигнанця графа палацу Салерно Іоанна Ламберта.